# Brian Teacher
Brian David Teacher (San Diego, 23 dicembre 1954) è un allenatore di tennis ed ex tennista statunitense.

## Carriera
Fu una presenza costante nel circuito principale dalla metà anni 1970, la sua prima finale la raggiunse agli Hall of Fame Tennis Championships 1976 dove venne sconfitto in quattro set da Vijay Amritraj. Nel finire della stagione 1980 inanellò una serie di risultati importanti, raggiunse le finali a Hong Kong, Taipei, Bangkok e Sydney uscendone sempre sconfitto ma riuscì a conquistare gli Australian Open 1980 superando Kim Warwick in finale. Il titolo in Australia fu un acuto non più replicato da Teacher che riuscì a conquistarlo pur essendo soltanto l'ottava testa di serie a inizio torneo.
Chiuse l'attività agonistica sei anni dopo il successo di Melbourne, in totale conquistò otto tornei in singolare e sedici nel doppio e raggiunse la top-10 mondiale in entrambe le discipline. Nel periodo successivo intraprese la carriera da allenatore seguendo tra gli altri Andre Agassi e Greg Rusedski; aiutò quest'ultimo a salire dalla posizione 85 alla top-10 e a raggiungere una finale agli US Open. Allenò anche giocatori di doppio come Jim Grabb, Richey Reneberg, Daniel Nestor e Maks Mirny mentre nel campo femminile ha allenato Marissa Irvin. Ha infine aperto un'accademia tennistica a suo nome in South Pasadena.

## Vita privata
Nato in California si fece notare per il talento già a livello giovanile ottenendo una borsa di studio per l'UCLA. Fu un All-American per quattro volte tra il 1972 e il 1976, terminata l'attività agonistica tornò a frequentare l'università laureandosi in economia. Si sposò con la collega Kathy May ma il rapporto tra i due si concluse in breve tempo con un divorzio.

## Statistiche

### Singolare

#### Vittorie (8)
| Legenda            |
| Grande Slam (1)    |
| Tennis Masters Cup |
| Grand Prix (7)     |

| Numero | Data          | Torneo                                         | Superficie    | Avversario in finale | Punteggio               |
| 1.     | aprile 1977   | Tennis South Invitational, Jackson             | Sintetico     | Bill Scanlon         | 6–3, 6–3                |
| 2.     | novembre 1978 | ATP Taipei, Taipei                             | Sintetico     | Tom Gorman           | 6–3, 6–3, 6–3           |
| 3.     | luglio 1979   | Campbell's Hall of Fame Championships, Newport | Erba          | Stan Smith           | 1–6, 6–3, 6–4           |
| 4.     | dicembre 1980 | Australian Open, Melbourne                     | Erba          | Kim Warwick          | 7–5, 7–6(4) , 6–3       |
| 5.     | agosto 1981   | Columbus Open, Columbus                        | Cemento       | John Austin          | 6–3, 6–2                |
| 6.     | dicembre 1982 | Dortmund WCT, Dortmund                         | Sintetico     | Wojciech Fibak       | 6–7, 6–4, 6–4, 2–6, 6–4 |
| 7.     | marzo 1983    | Munich WCT, Monaco di Baviera                  | Sintetico (i) | Mark Dickson         | 1–6, 6–4, 6–2, 6–3      |
| 8.     | agosto 1983   | Columbus Open, Columbus (2)                    | Cemento       | Bill Scanlon         | 7–6, 6–4                |

#### Finali perse (15)
| Legenda            |
| Grande Slam        |
| Tennis Masters Cup |
| Grand Prix (15)    |

| Numero | Data           | Torneo                                         | Superficie    | Avversario in finale | Punteggio               |
| 1.     | settembre 1976 | Campbell's Hall of Fame Championships, Newport | Erba          | Vijay Amritraj       | 3–6, 6–4, 3–6, 1–6      |
| 2.     | gennaio 1977   | South Australian Open, Adelaide                | Erba          | Victor Amaya         | 1–6, 4–6                |
| 3.     | dicembre 1977  | New South Wales Open, Sydney                   | Erba          | Roscoe Tanner        | 3–6, 6–3, 3–6, 7–6, 4–6 |
| 4.     | ottobre 1978   | Tokyo Indoor, Tokyo                            | Sintetico (i) | Björn Borg           | 3–6, 4–6                |
| 5.     | aprile 1980    | Countrywide Classic, Los Angeles               | Cemento       | Gene Mayer           | 3–6, 2–6                |
| 6.     | novembre 1980  | Hong Kong Open, Hong Kong                      | Cemento       | Ivan Lendl           | 7–5, 6–7(2) , 3–6       |
| 7.     | novembre 1980  | ATP Taipei, Taipei                             | Sintetico     | Ivan Lendl           | 7–6, 3–6, 3–6, 6–7(5)   |
| 8.     | novembre 1980  | Bangkok Tennis Classic, Bangkok                | Sintetico     | Vijay Amritraj       | 3–6, 5–7                |
| 9.     | dicembre 1980  | New South Wales Open, Sydney (2)               | Erba          | Fritz Buehning       | 3–6, 7–6(5), 6–7(5)     |
| 10.    | settembre 1981 | SAP Open, San Francisco                        | Sintetico     | Eliot Teltscher      | 3–6, 6–7(4)             |
| 11.    | settembre 1982 | Hawaiian Open, Maui                            | Cemento       | John Fitzgerald      | 2–6, 3–6                |
| 12.    | settembre 1983 | Dallas Open, Dallas                            | Cemento       | Andrés Gómez         | 7–6(2) , 1–6, 1–6       |
| 13.    | giugno 1984    | Bristol Open, Bristol                          | Erba          | Johan Kriek          | 7–6, 6–7, 4–6           |
| 14.    | luglio 1984    | Swiss Open Gstaad, Gstaad                      | Terra battuta | Joakim Nyström       | 4–6, 2–6                |
| 15.    | luglio 1985    | Livingston Open, Livingston                    | Cemento       | Brad Gilbert         | 6–4, 5–7, 0–6           |